# 강보경
강보경(1990년 2월 21일~)은 대한민국의 배우이다.

## 학력
- 1997년~2003년 서울대림초등학교
- 2003년~2006년 대림중학교
- 2006년~2009년 안양예술고등학교
- 2009년~2016년 중앙대학교 연극영화학과
- 2020년~ 한양사이버대학교 부동산학과

## 출연

### 방송

#### 드라마
- 1997년 KBS 2TV 《전설의 고향 - 1997년》
- 1998년 KBS 2TV 《신세대 보고 - 어른들은 몰라요》
- 1998년 KBS 1TV 《내사랑 내곁에》 - 김수지 역
- 2000년 KBS 2TV 《태양은 가득히》 - 박바다 역
- 2001년 KBS 1TV 《새엄마》
- 2001년 SBS 《피아노》 - 이수아 역(김하늘 아역)
- 2002년 SBS 《유리구두》 - 김태희 역(김지호 아역)
- 2002년 KBS 1TV 《당신 옆이 좋아》 - 한주희 역
- 2002년 SBS 《대망》 - 윤여진 역(이요원 아역)
- 2007년 KBS 1TV 《아름다운 시절》 - 임경화 역
- 2011년 MBN 《왓츠업》 - 강진영 역
- 2019년 유튜브 《사랑인가요라 물었고 사랑이라 답하다》 (웹드라마)

#### 어린이
- 2000년 KBS 2TV 《요정 컴미》 - 공주버그 김버숙 역

### 영화
- 2003년 《마들렌》 - 이희진 역(신민아 아역)
- 2013년 《48미터》 - 장별희 역
- 2014년 《레디액션 청춘》 - 혜영 역

### 뮤직비디오
- 2000년 왁스 - 〈엄마의 일기〉
- 2002년 박정현 - 〈The First Noel〉
- 2003년 임재범 - 〈가로수 그늘 아래 서면〉

### 광고
- 2019년 라이온 아이! 깨끗해 - 아이! 깨끗해하세요
- 2019년 브랜디 - 오늘 출발

## 수상
- 2007년 제5회 젊은 연극제 전국 청소년 독백연기 경연대회 금상
- 2008년 제8회 대한민국 청소년 영화제 우수연기상